# Брей Віктор Петрович
Брей Віктор Петрович (1 січня 1925, Льгів — 25 липня 2008, Чернігів) — лікар-хірург, завідувач хірургічного відділення Чернігівської обласної дитячої лікарні (1959—1973), один із фундаторів дитячої хірургії на Чернігівщині.

## Біографія
Народився в селі Льгів Чернігівської області. Працював в Стольному в Менському районі головним лікарем Стольненської дільничної лікарні.